# یواخیم زاور
یواخیم زاور (آلمانی: Joachim Sauer؛ زادهٔ ۱۹ آوریل ۱۹۴۹) یک شیمیدان اهل آلمان است. وی همسر آنگلا مرکل، صدراعظم سابق آلمان است.

## تحصیلات و اوایل زندگی
یواخیم زاور در هوزنا ، شهر کوچکی در حومه باتلاقی لوزات بین درسدن و کوتبوس به دنیا آمد. او یک خواهر دوقلو  و یک برادر بزرگتر دارد. پدرش، ریچارد زاور ، به عنوان قنادی آموزش دیده بود، اما به عنوان نماینده بیمه کار می کرد. 

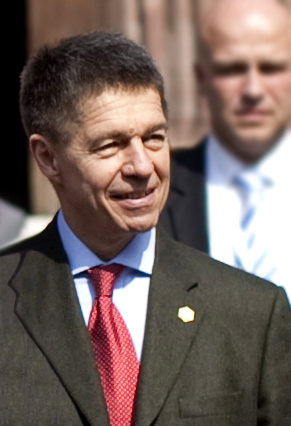
زاور در سال ۲۰۰۹

## شغل و پژوهش
زاور از سال ۱۹۷۲ تا ۱۹۶۷ در دانشگاه هومبولت برلین در رشته شیمی کوانتوم  تحصیل کرد و در سال ۱۹۷۴ دکترای شیمی را دریافت کرد. او تا سال ۱۹۷۷ به انجام تحقیقات در آنجا ادامه داد، تا اینکه به آکادمی علوم، مؤسسه مرکزی شیمی فیزیک در برلین، یکی از مؤسسات علمی برجسته آلمان شرقی پیوست.
در سال ۱۹۹۲ به عنوان رئیس گروه شیمی کوانتومی در برلین به انجمن ماکس پلانک پیوست. در سال ۱۹۹۳ استاد تمام شیمی فیزیک و نظری در دانشگاه هومبولت برلین شد. او در اکتبر ۲۰۱۷ بازنشسته شد و مارتین شوتز جانشین او شد که سال بعد درگذشت. زاور همچنان به عنوان پژوهشگر ارشد وابسته به دانشگاه است. 
او یک دانشمند پژوهشگر فعال در شیمی کوانتومی و شیمی محاسباتی است. مطالعات محاسباتی او به درک بهتر ساختارها و فعالیت‌های برخی کاتالیزورها مانند زئولیت‌ها ، به ویژه محل‌های اسیدی آنها،  و همچنین تفسیر طیف‌های NMR حالت جامد هسته Si-29 و هسته‌های چهارقطبی مانند Na-23،  Al-27 و O-17.  

## زندگی شخصی
زاور از ازدواج قبلی خود با یک شیمیدان، دو پسر دارد: دانیل و آدریان. در ۳۰ دسامبر ۱۹۹۸، او با آنگلا مرکل (خود دکترای فیزیک که زمانی در تحقیقات شیمی کوانتومی کار می کرد) ازدواج کرد که بعداً رئیس اتحادیه دموکرات مسیحی شد. با توجه به اینکه مرکل در ۲۲ نوامبر ۲۰۰۵ نخستین صدراعظم زن آلمان شد، زاور نیز نقشی در پروتکل دیپلماتیک به عنوان سومین همسر برتر برعهده گرفت. به ترتیب اولویت آلمان ، صدراعظم سومین مقام بلندپایه پس از رئیس جمهور آلمان و رئیس بوندستاگ است.
زاور به دلیل حرفه سیاسی همسرش، بسیار بیشتر از حد معمول یک دانشمند محقق مورد توجه رسانه ها قرار گرفته است. او بارها اعلام کرده که علاقه ای به این تبلیغات ندارد.
در طول مبارزات انتخاباتی سال ۲۰۰۵، زاور بسیار نقش کمرنگی داشت و از انجام هر گونه مصاحبه ای که مرتبط با کار علمی او نبود، خودداری کرد. او به همراه همسرش در جشنواره بایروث ، یک جشنواره اپرا و یک رویداد اجتماعی بسیار قابل مشاهده در آلمان شرکت کرد.  زاور به عنوان یکی از عاشقان بزرگ موسیقی واگنر شناخته می شود.
زاور حتی در زمان انتخاب همسرش در بوندستاگ ، معارفه او و بعداً سوگند ریاست جمهوری او حضور نداشت اما گزارش شده است که به طور مختصر این رویداد را از طریق تلویزیون از آزمایشگاه شیمی دانشگاهش دنبال می کرد. 

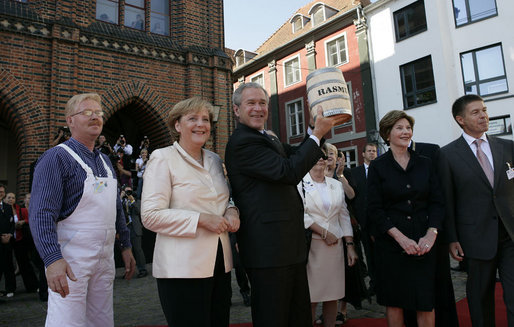
زاور (راست) با آنگلا مرکل ، جورج دبلیو بوش و لورا بوش